# Курбу-Таш
Курбу-Таш (кирг. Курбу-Таш) — село в Узгенском районе Ошской области Кыргызстана. Входит в состав Джалпак-Ташского аильного округа. Код СОАТЕ — 41706  255 813 01 0

## Население
По данным переписи 2023 года, в селе проживало 847 человек.